# پهلوگیری فضایی

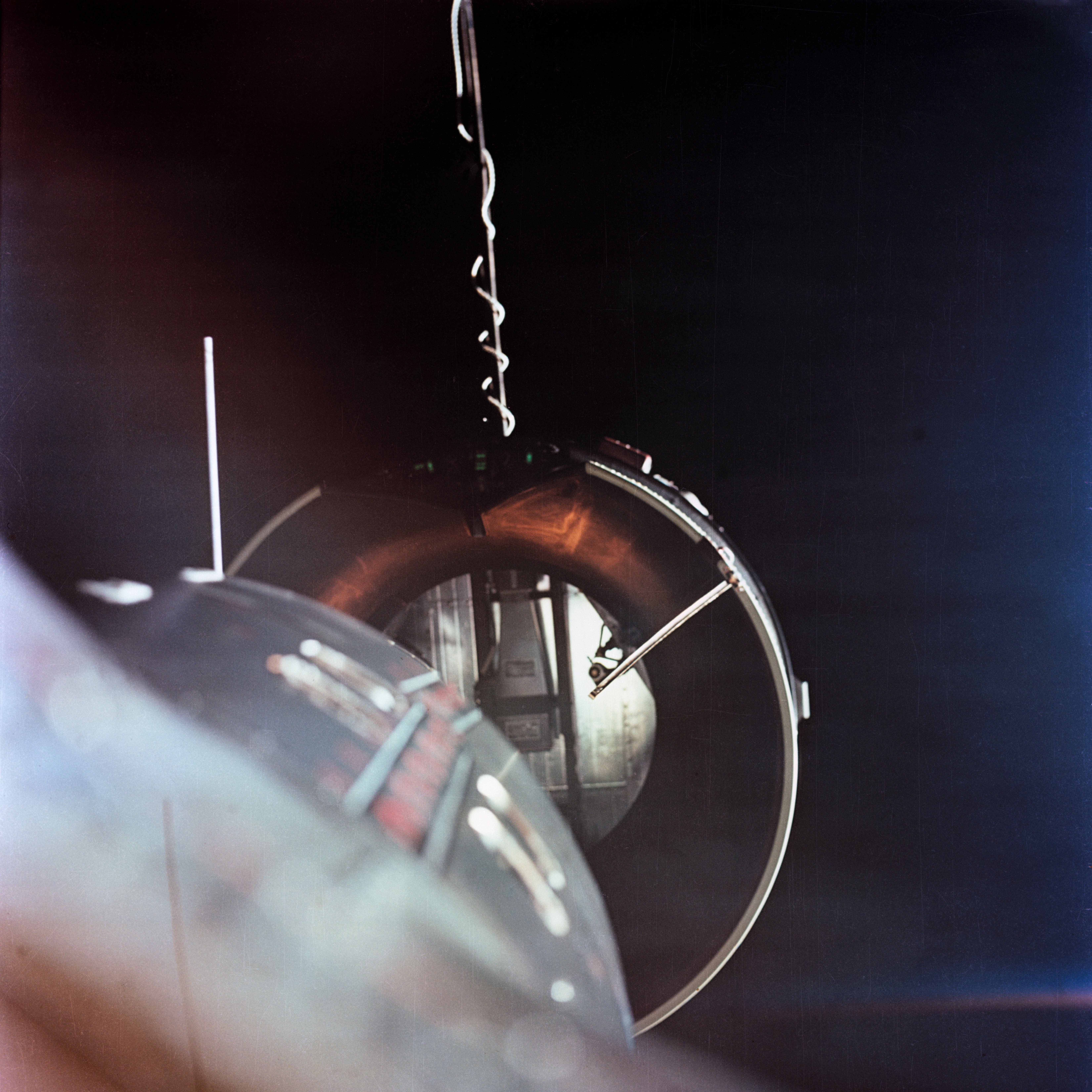
جمینی-۸ برای اولین بار در تاریخ در آستانه اتصال کامل با فضاپیمای هدف خود

پهلوگیری فضایی تکنیکی است که طی آن دو فضاپیما را که امروزه معمولاً یکی از آنها ایستگاه فضایی است، برای اتصال به همدیگر در یک مدار قرار می‌دهد. برای رسیدن به یک ترازیابی مناسب برای پهلوگیری، فضاپیماها نیاز به دقتی بسیار بالا در مختصات مکان‌یابی فضایی و سرعت فضاپیما دارند تا به صورت کامل و امن به یکدیگر متصل شوند. تکنیک ترازیابی ممکن است چه در اتصال و چه در جداسازی فضاپیماها از هم مورد استفاده گیرد.

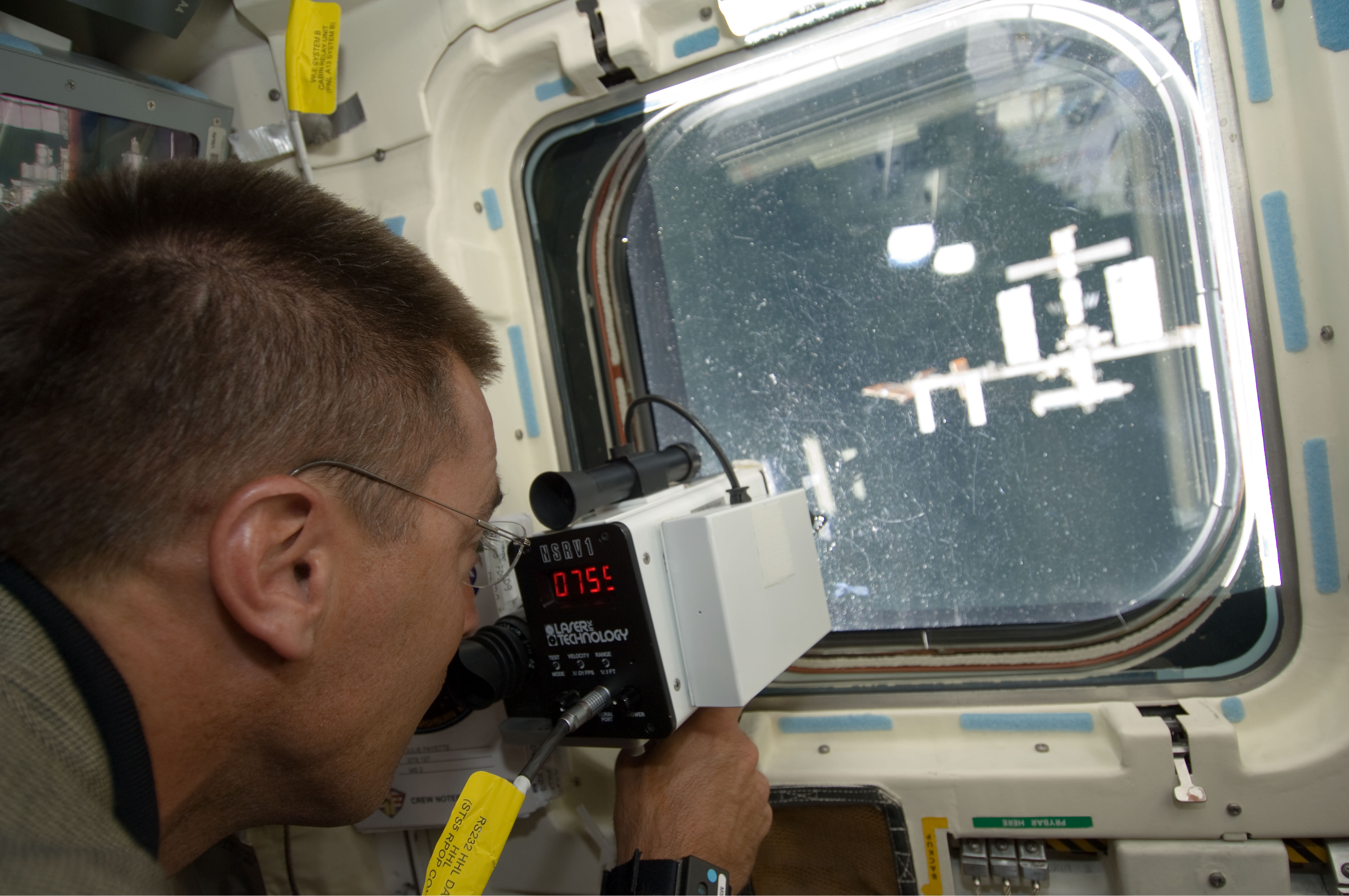
کریستوفر کاسیدی از یک فاصله‌یاب برای تعیین فاصله بین شاتل اندور و ایفبا بهره می‌برد.

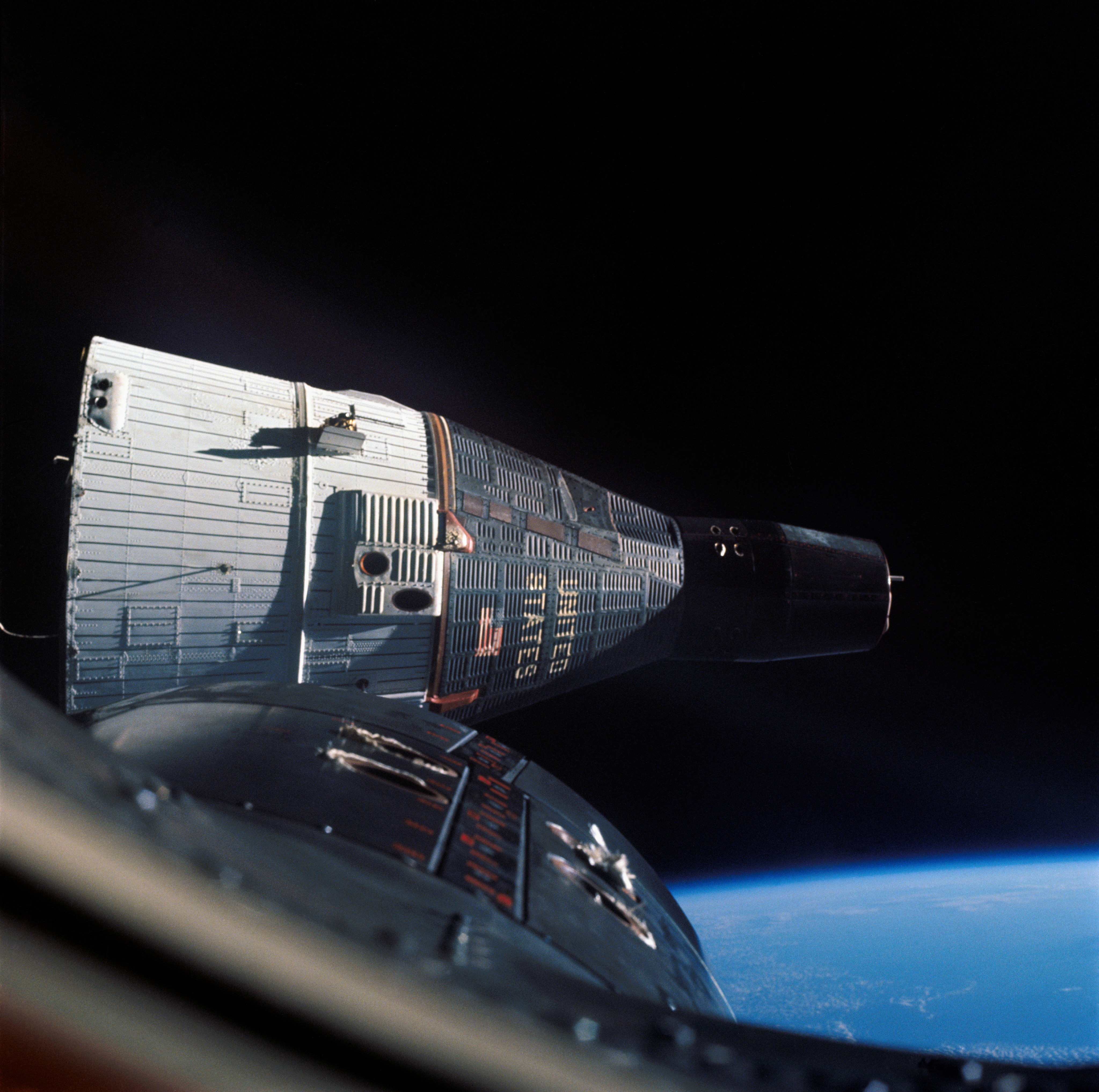
پهلوگیری جمینی-۶ و جمینی-۷

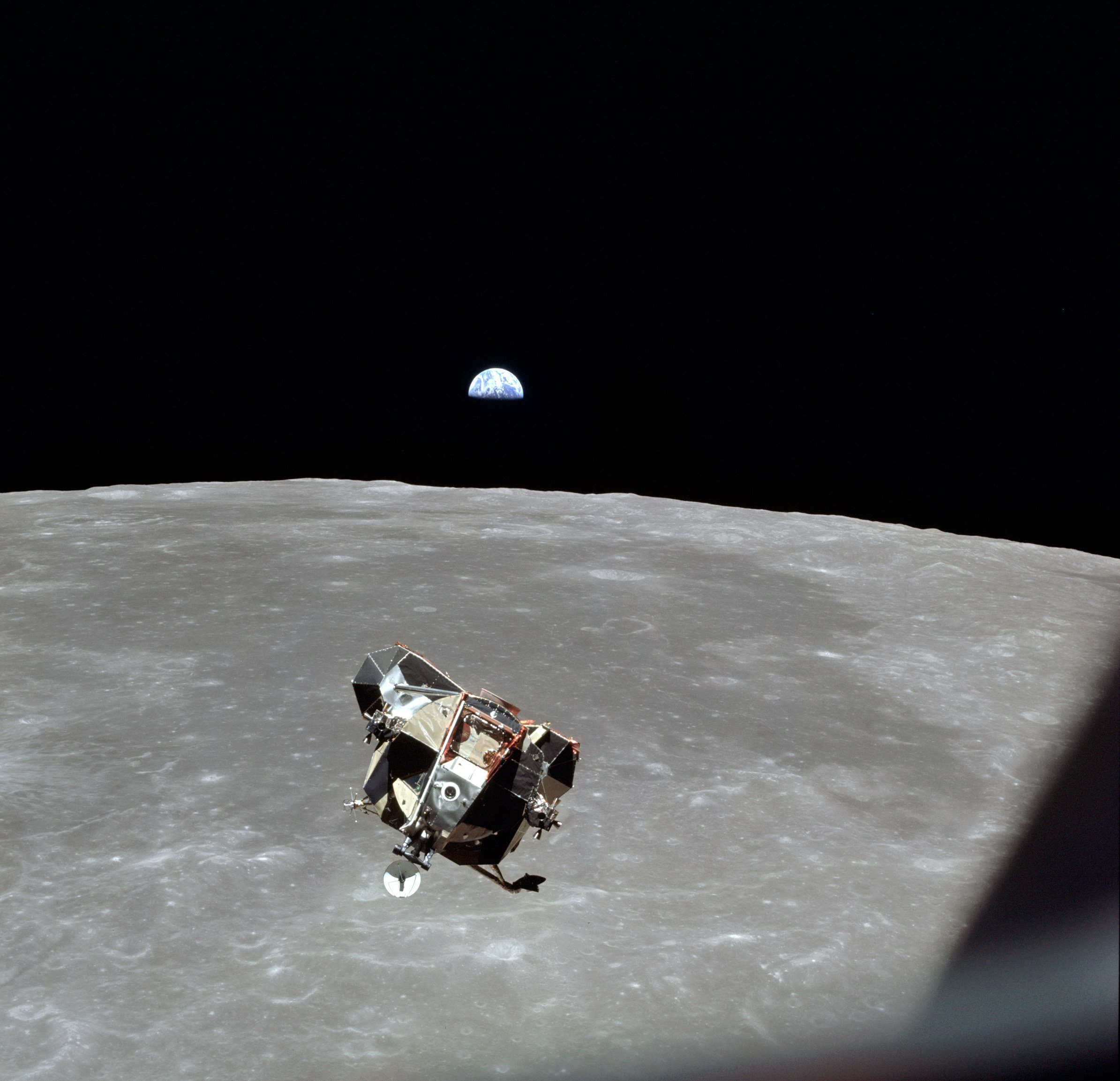
ماه نشین آپولو خود را برای ترازیابی به گردونه فرماندهی آپولو-۱۱ نزدیک می‌کند.

شیوه پهلوگیری همچنین می‌تواند در مواقع فرود یک فضاپیما بر روی یک سیاره با کرانش کم نیز مورد استفاده قرار گیرد.

## نخستین‌ها
نخستین تلاش‌ها برای پهلوگیری فضایی از زمان پروژه‌های وستوک شوروی آغاز شد. روس‌ها با پرتاب چندین فضاپیمای جفت تلاش کردند پهلوگیری میان آن‌ها انجام داده و عملیات اتصال را انجام دهند. اما در آن زمان صنعت نوپای فضایی در ابتدای کار بود و نوآوری‌های فضایی آن زمان جواب چنین عملیات‌هایی را نمی‌داد. با این حال ماموریت‌های یاد شدهٔ سازمان فضایی شوروی توانسته بودند به پهلوگیری فضایی بین فضاپیماها تا حدودی برسند اما برای اتصال کامل و امن نیاز دقت بسیار بیشتر از این‌ها بود. باز آلدرین در سال ۱۹۶۳ پایان‌نامه دکترای خود را با تمرکز بر تکنیک‌های ترازیابی فضایی ارائه کرده بود.
آمریکایی‌ها تلاش کردند برای اولین بار و به صورت کاملاً متمرکز بر موضوع ترازیابی فضایی، بتوانند در مأموریت جمینی-۴ به این افتخار دست پیدا کنند که شکست خوردند.
اما سرانجام تواستند در تاریخ ۱۵ دسامبر ۱۹۶۵ (۲۴ آذر ۱۳۴۴) جمینی-۶ را با جمینی-۷ ترازیابی کنند. اما اتصالی بین فضاپیماها برقرار نشد. فضانورد این عملیات مهم والی شیرا بود.

اما نخستین ترازیابی و اتصال کامل در مأموریت جمینی-۸ انجام پذیرفت که طی آن جمینی-۸ با فضاپیمای هدف جمینی-۸ که منحصراً برای این عملیات به فضا پرتاب شده بود ترازیابی فضایی را اجرا کرده و اتصال کامل را انجام داد. فرمانده جمینی-۸ نیل آرمسترانگ بود. 

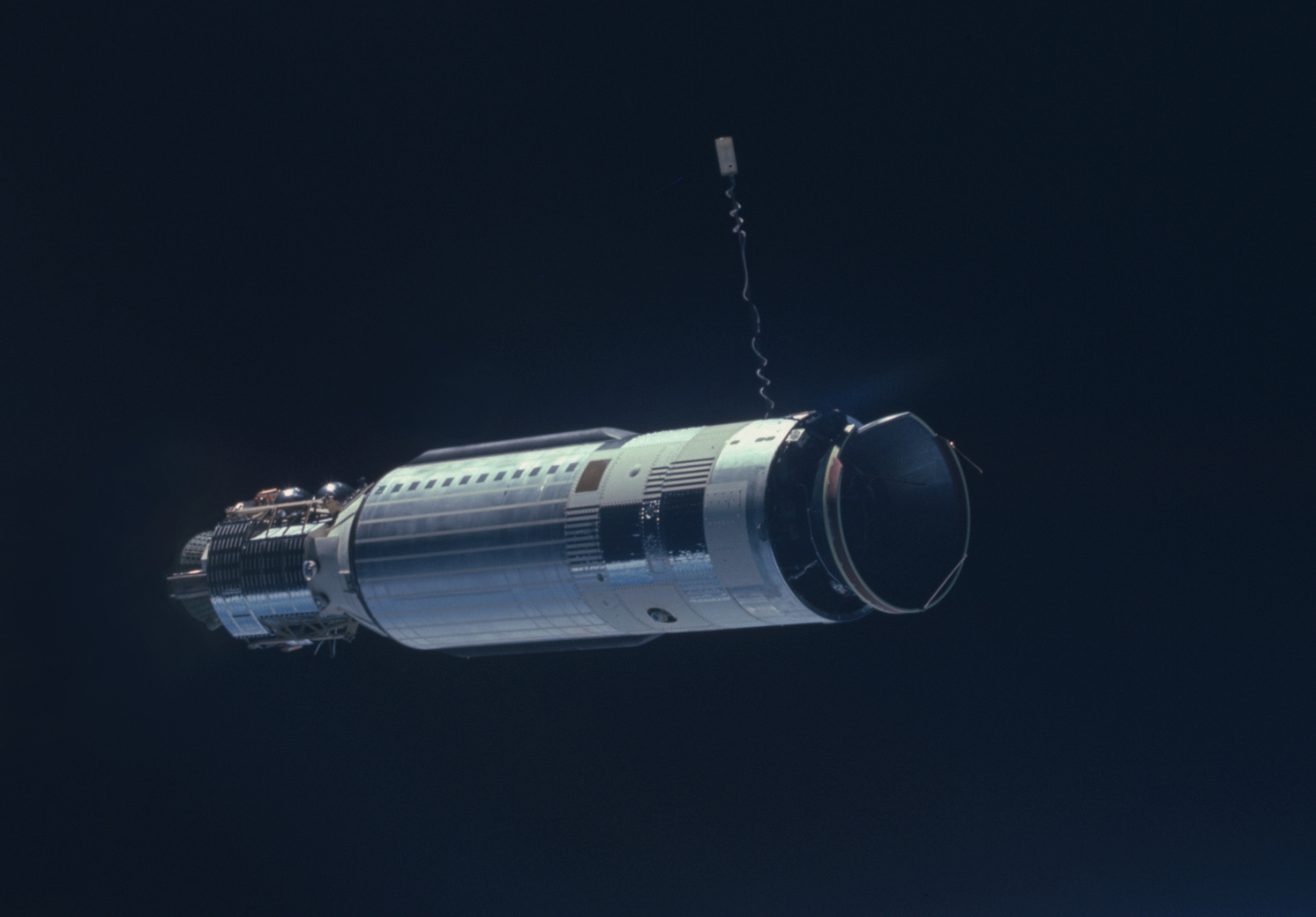
فضاپیمای هدف جمینی-۸

نخستین عملیات موفق سازمان فضایی شوروی در این زمینه، ترازیابی و اتصال سایوز-۴ و سایوز-۵ در تاریخ ۲۶ ژانویه ۱۹۶۹ (۲۶ دی ۱۳۴۷) بود.
نخستین پهلوگیری و اتصال دو فضاپیما از دو کشور متفاوت، ترازیابی و اتصال فضاپیمای آپولو به فضاپیمای میر در پروژه آزمایشی آپولو–سایوز در تاریخ ۱۷ ژوئیه ۱۹۷۵ (۲۶ تیر ۱۳۵۴) بود.
نخستین پهلوگیری و اتصال چندگانه متعلق به شوروی بود که طی آن سایوز-۲۶ و سایوز-۲۷ در حالی که به یکدیگر متصل بودند، در ژانویه ۱۹۶۹ (دی ۱۳۵۶) به ایستگاه فضایی سالیوت ۶ متصل شدند.